# Waziristan Meridional
Waziristan Meridional (Waziristan del Sud, paixtu: جنوبی وزیرستان) és una agència (equivalent a districte tribal) del Pakistan a les Àrees Tribals d'Administració Federal, amb una superfície de 6.619 km² i una població de 429.841 habitants.
Es va formar després d'un acord amb l'emir de l'Afganistan el 1893 i fins aleshores formà un territori tribal independent nominalment afganès. La superfície era de 7.081 km². Està limitat al nord per les muntanyes Ghalimighar que separan l'agència de la de Waziristan Septentrional. Les muntanyes principals són el Pir Ghal (Janimela (2,600 metres), Pir Ghal (3.596 metres), Kundighar (2.511 metres), Girni Sar (1.798), Drenashtar Narai (2.712), Nomin (3.348), i Sarwar Gul (3.317). L'únic riu que mereix aquest nom és el Gomal. A l'oest té la línia Durand establerta el 1894. L'agència inclou el territori dels mahsuds, una branca dels wazirs, i el territori dels darwesh khel wazirs. Altres elements a la població són els ghilzai powindas, establerts a Spin i Wana; els hindús, i els sayyids i urmars de Kaniguram.
Els mahsuds foren famosos com saquejadors a la Província de la Frontera del Nord-oest i el 1860 van atacar Tank al districte de Dera Ismail Khan que fou frustrat per Resaldar Saadat Khan que manava un destacament del 5è de Cavalleria del Panjab; va seguir una expedició de càstig manada per Chamberlain, que va avançar fins a Kaniguram i els va derrotar greument però sense assegurar la submissió, doncs les expedicions van continuar fins al 1863 quan van fer un acord de pau, però aviat es va trencar i el 1878 van avançar en nombre de dos o tres mil cap a Tank i la van cremar; va seguir una període de violència en el que moltes poblacions foren cremades per la tribu fins que foren dominats després de fortes lluites; el 1881 una segona expedició va envair el seu territori i va arribar a Kaniguram, però no va poder imposar les condicions que el govern britànic havia previst; llavors els mahsuds foren bloquejats i així van seguir fins que van entregar ostatges i es va pagar una indemnització (pagada per una taxa en tots els productes exportats a territori britànic). Del 1881 al 1891 van tenir un comportament acceptable i el 1889 Sir R. Sandeman va poder obrir el pas Gomal pagant uns subsidis de 50.000 rupies anuals als mahsuds a canvi de la seva vigilància. També els ahmadzais wazirs de Wana van rebre subsidis.
El 1892 l'emir de l'Afganistan va intentar controlar el Waziristan i es van fer diversos atacs a territori britànic durant l'estiu. Es van enviar tropes cap a Jandola i Kajuri Kach i els agents de l'emir es van retirar i les guarnicions foren reduïdes; llavors van començar nous atacs cap a les valls de Gomal i de Zhob i el juny de 1893 va morir un oficial britànic; els assassins es van entregar però dos maliks que els havia capturat i entregat foren al seu torn assassinats. Poc després l'emir va renunciar a qualsevol reclamació sobre Waziristan i el 1894 es va demarcar la frontera des de Domandi cap al nord.
Mentre les expedicions dels waziris no paraven i el govern britànic va decidir acceptar la petició dels ahmadzais darwesh khel de Wana i ocupar el seu territori. Spin i Wana foren declarades àrees protegides però la força britànica que va acampar a la zona de Wana fou atacada pels mahsuds manats pel mulla Powinda, un líder religiós que havia agafat el títol de Badshah-i-Taliban ("rei dels buscadors" del coneixement o "rei dels estudiants" de l'alcorà). Una tercera expedició de càstig fou enviada a l'hivern del 1894-1895 dirigida per Sir W. Lockhart, i les columnes d'aquest van assolar el país Mahsud i van castigar els que havien atacat a Wana. El 1896 Southern Waziristan fou constituïda en agència política. L'agent polític estava subordinat al Comissionat de Derajat, amb seu a Wana. Durant 1896-1897 hi va haver tranquil·litat i la zona no va participar ala revolta general del 1897-1898 a la Província de la Frontera del Nord-oest. Però entre juliol de 1898 i el final de 1899 es van produir nombrosos atacs tribals en territori britànic; es va adoptar una política conciliatòria però els atacs van seguir i el 1900 els mahsuds foren bloquejats de manera estricta. El govern britànic va tractar llavors amb la Loya Jirga (assemblea tribal) que podia fer complir els acords, i finalment aquesta va acceptar les imposicions britàniques. Aviat les tropes regulars van poder ser retirades i excepte a Jandola, on van restar dues companyies de regulars; en endavant només va quedar la Southern Waziristan Militia, de 1.576 homes incloent 159 a cavalls.